# Economia do Paquistão
Paquistão, um país pobre e subdesenvolvido, sofreu durante décadas com disputas políticas internas e reduzido investimento estrangeiro. No entanto, durante os anos 2001 e 2007 o nível de pobreza diminuiu 10%, com ajuda do gasto público. Entre os anos 2004 e 2007 o PIB  cresceu entre 5 e 8% ao ano, com a expansão do setor industrial, apesar da frequente falta de energia, mas entre os anos 2008 e 2009 o crescimento diminuiu e o desemprego aumentou.
A inflação segue sendo a principal preocupação, com alça de 7,7% o 2007 até o 13% o 2010. Ademais, a rúpia paquistanesa tem se desvalorizado desde 2007, como resultado de instabilidade política e econômica.
A economia paquistanesa, que se pensava ser muito vulnerável a choques internos e externos, revelou uma resistência inesperada face a acontecimentos adversos como a crise financeira asiática, a recessão global, a seca, as ações militares pós-11 de Setembro no Afeganistão e as tensões com a Índia. Num período de dois anos e meio após os ataques de 11 de setembro de 2001, o índice bolsista paquistanês KSE-100 foi o que se comportou melhor em todo o mundo.
Em 2013, o governo paquistanês anunciou uma série de privatizações do setor bancário, isto atraiu mais investidores ao país que voltou a crescer mas, mesmo assim continua sendo um país pobre/emergente, o país será uma grande economia a partir de 2050, ano em que sua economia chegará a 16° posição com um PIB de US$ 4,236 trilhões, os paquistaneses terão o 24° maior poder de compra do mundo, mas as taxas de desenvolvimento humano e social seguirão baixas. A população rica será pequena e muito rica, já as classes mais baixas serão de grande magnitude, pois, em 2050 o Paquistão terá mais de 300 milhões de habitantes.

## Comércio exterior
Em 2020, o país foi o 67º maior exportador do mundo (US $ 23,8 bilhões, 0,1% do total mundial). Já nas importações, em 2019, foi o 50º maior importador do mundo: US $ 50,1 bilhões.

## Setor primário

### Agricultura
O Paquistão produziu, em 2018:
- 67,1 milhões de toneladas de cana-de-açúcar (5º maior produtor do mundo, somente atrás de Brasil, Índia, China e Tailândia);
- 25,0 milhões de toneladas de trigo (7º maior produtor do mundo);
- 10,8 milhões de toneladas de arroz (10º maior produtor do mundo);
- 6,3 milhões de toneladas de milho (20º maior produtor do mundo);
- 4,8 milhões de toneladas de algodão (5º maior produtor do mundo);
- 4,6 milhões de toneladas de batata (18º maior produtor do mundo);
- 2,3 milhões de toneladas de manga (incluindo mangostim e goiaba) (5º maior produtor do mundo, somente atrás de Índia, China, Tailândia e Indonésia);
- 2,1 milhões de toneladas de cebola (6º maior produtor do mundo);
- 1,6 milhões de toneladas de laranja (12º maior produtor do mundo);
- 593 mil toneladas de tangerina;
- 550 mil toneladas de tomate;
- 545 mil toneladas de maçã;
- 540 mil toneladas de melancia;
- 501 mil toneladas de cenoura;
- 471 mil toneladas de tâmara (6º maior produtor do mundo);

Além de produções menores de outros produtos agrícolas.

### Pecuária
Em 2019, o Paquistão produziu 20,6 bilhões de litros de leite de vaca (um dos 10 maiores produtores do mundo), 940 milhões de litros de leite de cabra (4º maior produtor do mundo), 1,5 milhão de toneladas de carne de frango (um dos 20 maiores produtores do mundo), 1,1 milhão de toneladas de carne bovina, entre outros. O país é o 9º maior produtor mundial de lã.

## Setor secundário

### Indústria
O Banco Mundial lista os principais países produtores a cada ano, com base no valor total da produção. Pela lista de 2019, o Paquistão tinha a 47ª indústria mais valiosa do mundo (US $ 34,6 bilhões).
Em 2019, o Paquistão era o 35ª maior produtor de veículos do mundo (186 mil) e o 39ª maior produtor de aço (3,3 milhões de toneladas).

### Mineração
Em 2019, o país era o 9º maior produtor mundial de grafite; o 18º maior produtor mundial de gipsita; além de ser o 19º maior produtor mundial de sal. Era o 14º maior produtor do mundo de urânio em 2018. O país também é um dos maiores produtores do mundo de topázio, turmalina, esmeralda, rubi, peridoto e espinela.

### Energia
Nas energias não-renováveis, em 2020, o país era o 43º maior produtor de petróleo do mundo, extraindo 79,1 mil barris/dia. Em 2019, o país consumia 447 mil barris/dia (35º maior consumidor do mundo). O país foi o 25º maior importador de petróleo do mundo em 2013 (372,8 mil barris/dia). Em 2015, o Paquistão era o 23º maior produtor mundial de gás natural, 39,3 bilhões de m³ ao ano. Em 2017 o país era o 24º maior consumidor de gás (40,7 bilhões de m³ ao ano). Na produção de carvão, o país foi o 33º maior do mundo em 2018: 4,0 milhões de toneladas. Em 2019, o Paquistão também possuía 5 usinas atômicas em seu território, com uma potência instalada de 1,3 GW.
Nas energias renováveis, em 2020, o Paquistão era o 36º maior produtor de energia eólica do mundo, com 1,2 GW de potência instalada, e o 43º maior produtor de energia solar do mundo, com 0,7 GW de potência instalada.

## Setor terciário

### Turismo
O Paquistão tem um turismo muito reduzido. Em 2010, o Paquistão recebeu 0,9 milhões de turistas internacionais. As receitas do turismo, em 2018, foram de US $ 0,39 bilhões.